# Lâu đài Kotnov
Lâu đài Kotnov (tiếng Séc: Hrad Kotnov) là một lâu đài có từ thời Trung cổ, ngày nay là một nhà máy bia ở thị trấn Tábor, thuộc huyện Tábor, vùng Nam Bohemia, Cộng hòa Séc. Khu phức hợp lâu đài với nhà máy bia có tên trong danh sách các di tích văn hóa cấp quốc gia. Một di tích văn hóa khác ở kế bên khu phức hợp này là Cổng Bechyně.

## Lịch sử
Lâu đài Kotnov được vua Přemysl Otakar II xây dựng để làm công trình phòng thủ bảo vệ thị trấn Hradiště. Tài liệu lịch sử đầu tiên đề cập đến lâu đài có niên đại từ năm 1370. Lúc bấy giờ, thị trấn Hradiště không còn tồn tại nữa và lâu đài đã trở thành tài sản của gia đình quý tộc Sezim từ Ústí (các lãnh chúa của Ústí).
Lâu đài được xây dựng lại và chuyển đổi thành nhà máy bia từ sau trận hỏa hoạn diễn ra vào năm 1532. Kể từ đó, một số công trình của lâu đài dần bị phá dỡ.

## Mô tả
Lâu đài Kotnov được xây dựng trên một mặt bằng hình ngũ giác, nổi bật với một tòa tháp hình trụ tròn cao lớn ở gần Cổng Bechyně. Các tòa nhà dân cư cũ đã bị phá dỡ để xây các công xưởng sản xuất bia. Phía đông lâu đài có một tòa tháp dân cư và một cung điện. Dọc theo các bức tường phía tây bắc lâu đài còn có một tòa nhà lâu đời được bảo tồn.